# 제4회 아시안 필름 어워즈
제4회 아시안 필름 어워즈는 2010년 3월 22일에 열린 시상식이다.

## 수상 및 후보

### 최우수작품상
- 마더 - 봉준호 수상
- 8인: 최후의 결사단 - 진덕삼
- 난징!난징! - 루 추안
- 롤라 - 브리얀테 멘도사
- 너 없인 살 수 없어 - 대립인
- 퍼레이드 - 유키사다 이사오

### 최우수감독상
- 난징!난징! - 루 추안 수상
- 마더 - 봉준호
- 어바웃 엘리 - 아쉬가르 파라디
- 롤라 - 브리얀테 멘도사
- 러브 익스포져 - 소노 시온
- 눈물의 왕자 - 양범

### 남우주연상
- 8인: 최후의 결사단 - 왕학기 수상
- 비욘의 아내 - 네기시 키치타로
- Cow - 황보
- 심볼 - 마츠모토 히토시
- 박쥐 - 송강호

### 여우주연상
- 마더 - 김혜자 수상
- 공기인형 - 배두나
- 바람의 소리 - 리빙빙
- 비욘의 아내 - 마츠 다카코
- 양 양 - Sandrine PINNA

### 신인상
- 새벽의 끝 - NG Meng Hui 수상
- 델리 6 - 소남 카푸르
- 여행자 - 김새론
- 8인: 최후의 결사단 - 리위춘
- 눈물의 왕자 - ZHU Xuan

### 남우조연상
- 8인: 최후의 결사단 - 사정봉 수상
- 우리 의사 선생님 - 에이타
- 바람의 소리 - 황효명
- 랑재기 - 탁종화
- 마더 - 원빈

### 여우조연상
- 새벽의 끝 - WAI Ying-hung 수상
- A Crowd of Three - ANDO Sakura
- 비욘의 아내 - 히로스에 료코
- 똥파리 - 김꽃비
- Cow - YAN Ni

### 최우수 각본상
- 마더 - 박은교 외 1명 수상
- 어바웃 엘리 - 아쉬가르 파라디
- 어떤 방문 - 홍상수
- 표류 - PHAN Dang Di
- 재생호 - 위가휘

### 최우수 촬영상
- 난징!난징! - 조욱 수상
- 복수 - 정조강
- 박쥐 - 정정훈
- 표류 - LY Thai Dzung
- 양 양 - Jake POLLOCK

### 최우수 제작디자인상
- 얼굴 - Alain-Pascal Housiaux 외 2명 수상
- 이겨라 승리호 - 하야시다 유지
- 8인: 최후의 결사단 - 맥국강
- 박쥐 - 류성희
- 바람의 소리 - SHI Haiying

### 최우수 작곡상
- 복수 - Tayu Lo 수상
- 표류 - HOANG Ngoc Dai
- 거북이 달린다 - 장영규 외 1명
- 난징!난징! - LIU Tong
- 피쉬 스토리 - SAITO Kazuyoshi

### 최우수 편집상
- 카라오케 - Lee CHATAMETIKOOL 수상
- 절은풍운 - KONG Chi-leung 외 1명
- 마더 - 문세경
- 롤라 - Kats SERRAON
- 은메달리스트 - TANG Hua 외 2명

### 최우수 시각효과상
- 박쥐 - 이전형 수상
- 폭렬닌자 고에몬 - FUJITA Takuya 외1명
- 은메달리스트 - LEI Zhenyu 외2명
- 풍운 2 - NG Yuen-fai 외 2명
- 심볼 - SESHITA Hiroyuki

### 최우수 의상상
- 얼굴 - Christian Lacroix 외 2명 수상
- 폭렬닌자 고에몬 - Tina KALIVAS 외 1명
- 8인: 최후의 결사단 - Dora NG
- 불꽃처럼 나비처럼 - 심현섭
- 랑재기 - WADA Emi

### 공헌상
- 장이머우 수상

### 공로상
- 아미타브 밧찬 수상

### 2009년 최고 흥행한 영화감독 상
- 오우삼 수상